# Pilotrichella welwitschii
Pilotrichella welwitschii là một loài Rêu trong họ Meteoriaceae. Loài này được (Duby) A. Gepp mô tả khoa học đầu tiên năm 1901.